# Annonsprogram
Annonsprogram eller reklamprogram (engelska: Adware) är samlingsnamn på fristående program, eller program som mot att användaren får använda programmet visar reklam på datorn.  Syftet med adware är att ge annonsintäkter till skaparen. Det är inte alltid uppenbart för användaren att programmet är adware, utan oönskade applikationer kan installeras (dolt) i samband med att man installerar det önskade programmet. Programmen kan utformas så att dessa analyserar användarens plats och vilka webbplatser som användaren besöker och därefter visa reklam som är mer anpassad för användaren.
Ett vanligt scenario till varför man råkar ut för adware på sin dator eller enhet, är att man laddar ner och installerar ett program som säger sig vara kostnadsfritt. Någonstans framgår det att installationen även kommer lägga in ett program för att på olika sätt visa annonser. Dessa annonser kan visas på olika sätt, t.ex som ett popup-fönster eller video.
I samband med utvecklingen av adwareprogrammen så tas liten hänsyn till kompatibilitet med andra program. Så förutom irritationen användaren av datorn känner för den extra reklamen som dyker upp så kan datorn bete sig konstigt och kännas långsam. Programmet kan exempelvis köras konstant i bakgrunden och stjäla systemprestanda. 
De flesta oönskade programmen kan dock plockas bort. Två av de större programmen som gör det heter Ad-Aware och Spybot - Search & Destroy.

## Enheter
Mobil adware kallas "madware". Madware kan inkluderas med alla nedladdningsbara mobilapplikation och nyare studier har visat att den genomsnittliga mobila applikationen innehåller 2 annonsnätverk, men vissa innehåller så många som 17.
Amazon Kindle 3 familjen av e-boksläsare har versioner som kallas "Kindle med specialerbjudanden" som visar annonser på hemsidan och i viloläge, i utbyte mot betydligt lägre prissättning jämfört med ad-fria produkter.